# Дизи Рийд
Дарен „Дизи“ Рийд (на английски: Dizzy Reed, роден на 18 юни 1963 в Хинсдейл, Илинойс) е американски музикант. От 1990 той участва в състава на американската хардрок група Гънс Ен' Роузис. Преди това Дизи свири в банди като „The Wild“ и „Hairy Bananas“.
Първото му изява за Гънс Ен' Роузис е на рок концерт в Рио де Жанейро пред 250 000 зрители.
В днешни дни Дизи е женен за Лиса Рийд и имат две дъщери на име Скай и Шейд. Лиса Рийд има публикувани два романа Sabra's Soul и Ember's Flame.